# Asami Sugiura
Pour les articles homonymes, voir Sugiura (homonymie).
Asami Sugiura (杉浦 亜紗美, Sugiura Asami) est une actrice japonaise.

## Biographie
Elle est née à Tokyo. A 19 ans, elle débute dans des films érotiques.

## Filmographie
- 2005 : Wash Me de Duce Harui
- 2005 : In Love de Harry Sugino
- 2005 : Impact de Harry Sugino
- 2005 : New Wave Of Sexual Exposure (露出ハイファッション)
- 2005 : Deep de Harry Sugino
- 2005 : As Am I
- 2005 : Lesson 4 de Harry Sugino
- 2005 : Asami 2nd
- 2005 : Grand Slam (グランドスラム) de Harry Sugino
- 2005 : Asami 3rd
- 2005 : Bus Stop (バスストップ) de Harry Sugino
- 2005 : Fish de Harry Sugino
- 2005 : Asami 4th
- 2005 : Sailor Shower (セーラーシャワー) de Harry Sugino
- 2005 : Free Session (フリーセッション) d'Asao Taiga
- 2006 : Attack (責) de Gen Gintaro
- 2006 : Asami 5th
- 2006 : Sister's Exciting Uniform (妹の制服萌え) de Daimei Kurata
- 2006 : Virtual Fuck (バーチャルFUCK) de Sekicchi
- 2006 : The Naked Asami (裸体　亜紗美) de Daichi Gunji
- 2006 : Asami Final
- 2006 : My Pet (ぼくのペット) de Makoto Sanada
- 2006 : The Goddess of Soapland (ソープの女神さま) d'Asao Takai
- 2006 : Best Selection Asami (ベストセレクション　亜紗美)
- 2006 : Wild Thing X (ワイルドシングX)
- 2007 : 20 Shots Creampie! (20連発中出し！)
- 2007 : 43 Men Nakadashi Gang Rape (43人輪姦中出し)
- 2007 : Analize 3, Genuine Anal Virgin (アナリーゼ３ 正真正銘アナル処女) de Nomao Beidu
- 2008 : SOD Rape Hospital The Premium (SOD陵辱病棟 The プレミアム) de Nampaou
- 2008 : Splash Girl, Whale Cow 05, 10 Girls Squirting Flood! (SPLASH GIRL 女鯨06 人気女優10人潮吹き大洪水！)
- 2008 : Targeted Wife Vol.6 (狙われた人妻 第6章)
- 2008 : Three Sisters Ninja Sex (三姉妹vs女剣士 くノ一凌辱秘奥義外伝)
- 2008 : Girl Ninja Hot and Brave Story (女忍ねずみ小僧討魔伝　～女帝淀君の陰謀～) de Sasuke
- 2009 : Cosplay of Maiden at the Shrine (巫女コス) de Sasuke
- 2009 : Old Romantic Eroticism of Sexy Maid, Lewd Lady and Pure School Girl (凌辱女給・痴女貴婦人・純愛女学生　懐古好色大正浪漫エロス) de Rokuro Unno